# 馆驿社区
馆驿社区,中国安徽省合肥市肥西县上派镇的一个社区，位于肥西县城西郊。总面积4.5平方公里,人口6200人。

## 交通
过境公路有206国道、合铜公路。过境铁路有合九铁路。

## 水利
境内有同洼水库、潭冲水库。